# ستاره‌پیمای انترپرایز

NCC-1701 ، مدل اصلی پیشتازان فضا

انترپرایز یا یو.اس.اس انترپرایز (که اغلب به آن اخترناو انترپرایز گفته می شود) نام چندین فضاپیمای تخیلی است که برخی از آنها، فضاپیمای اصلی در مجموعه های تلویزیونی و فیلم های علمی-تخیلی مختلف از پیشتازان فضا هستند.

## تاریخچه طراحی
نخستین سفینهٔ "انترپرایز" که برای مجموعهٔ اصلی "پیشتازان فضا" طراحی شد، توسط مت جفریز طراحی شد. این فضاپیما با طراحی خاص خود که شامل یک بخش بشقابی، بدنهٔ استوانه‌ای و دو موتور بیرونی بود، تبدیل به الگویی برای سفینه‌های بعدی در این مجموعه شد. این سفینه در سریال‌های اصلی "پیشتازان فضا" (۱۹۶۶-۱۹۶۹) و نسخهٔ پویانمایی آن (۱۹۷۳-۱۹۷۴) نقش محوری داشت.

## فیلم‌های نخستین
در نخستین مجموعهٔ فیلم‌های "پیشتازان فضا"، این سفینه تغییراتی را تجربه کرد:
در "پیشتازان فضا: تصویر متحرک" (۱۹۷۹)، نسخهٔ بازطراحی‌شده‌ای از "انترپرایز" توسط چندین هنرمند از جمله اندرو پروبرت ارائه شد.
این فضاپیما در "پیشتازان فضا II: خشم خان" (۱۹۸۲) به شدت آسیب دید و در "پیشتازان فضا III: جستجو برای اسپاک" (۱۹۸۴) نابود شد.
در "پیشتازان فضا IV: سفر به خانه" (۱۹۸۶)، یک نسخهٔ جدید به نام "انترپرایز NCC-1701-A" به کاپیتان کرک واگذار شد و در دو فیلم بعدی نیز حضور داشت.

## نسل‌های بعدی
در سریال "پیشتازان فضا: نسل بعدی" (۱۹۸۷-۱۹۹۴)، سفینه "انترپرایز NCC-1701-D" با طراحی اندرو پروبرت معرفی شد و تحت فرمان کاپیتان ژان-لوک پیکارد بود.
این سفینه در فیلم "پیشتازان فضا: نسل‌ها" (۱۹۹۴) تخریب شد، اما بخش بشقابی آن به سیاره‌ای سقوط کرد.
در فیلم‌های بعدی، از جمله "پیشتازان فضا: اولین تماس" (۱۹۹۶)، "انترپرایز NCC-1701-E" به عنوان سفینهٔ جدید معرفی شد.

## بازگشت به تلویزیون
سریال "پیشتازان فضا: انترپرایز" (۲۰۰۱-۲۰۰۵) داستان سفینه "انترپرایز NX-01" را روایت می‌کند که تحت فرمان کاپیتان جاناتان آرچر و در یک قرن قبل از سریال اصلی فعالیت می‌کرد.
در اپیزود "Azati Prime"، سفینهٔ "انترپرایز-J" از قرن بیست و ششم معرفی شد.

## بازسازی فرنچایز فیلم
در سال ۲۰۰۹، فرنچایز "پیشتازان فضا" با فیلم جدیدی به کارگردانی جی.جی. آبرامز بازسازی شد. این نسخهٔ جدید شامل سفینهٔ "انترپرایز NCC-1701" و نسخهٔ "انترپرایز NCC-1701-A" بود که در پایان فیلم "پیشتازان فضا: ماورای آن" (۲۰۱۶) معرفی شد.

## سریال‌های استریم
در سریال "پیشتازان فضا: اکتشاف" (۲۰۱۸)، سفینه "انترپرایز" تحت فرمان کاپیتان کریستوفر پایک نمایش داده شد.
در سریال "پیشتازان فضا: پیکارد" (۲۰۲۳)، نسخه‌های دیگری مانند "انترپرایز NCC-1701-F" و "انترپرایز NCC-1701-G" معرفی شدند.

## تاثیر و میراث
طراحی سفینه‌های "انترپرایز" تأثیر چشمگیری بر فرهنگ عامه و علم داشته است. این تأثیر شامل نامگذاری شاتل فضایی "انترپرایز" توسط ناسا و الهام‌گیری از این طراحی برای پروژه‌های علمی و فناوری است. نیل دگراس تایسون، اخترفیزیکدان معروف، از اهمیت و تاثیر طراحی "انترپرایز" به عنوان اولین سفینه‌ای که برای اکتشاف طراحی شده بود، تمجید کرده است.